# Heringsdorf, Ostholstein
Heringsdorf är en kommun och ort i Kreis Ostholstein i förbundslandet Schleswig-Holstein i Tyskland.
Kommunen ingår i kommunalförbundet Amt Oldenburg-Land tillsammans med ytterligare fem kommuner.